# 三浦忠弘
三浦忠弘（日语：ミウラ タダヒロ）是日本的漫画家。京都精華大学劇情漫畫專門分野畢業。2011年於〈Jump NEXT!〉上發表短篇《ふぁみドル!》，在那之後、便持續在Jump系雜誌上發表作品。畫漫畫的經驗從2011年出道前，已經超過20年了。
為漫畫家佐伯俊的師父。

## 作品列表

### 連載
- 戀染紅葉（恋染紅葉）全4冊（原作：坂本次郎，週刊少年Jump，2012年23號 - 51號）
- 湯搖莊的幽奈同學（ゆらぎ荘の幽奈さん）全24冊（週刊少年Jump，2016年10號 -2020年27號）

### 單篇
- （原作：坂本次郎，Jump NEXT! 2011年SPRING）
- （Jump NEXT! 2013年SPRING）
- （Jump LIVE 1号）（前後篇+番外一篇）
- GAZER（協力：小島卓，週刊少年Jump 2014年6·7合併號）
- （週刊少年Jump 2020年33·34合併號）
- 忍SS（少年Jump GIGA 2021年SUMMER）

### 插画
- 怪談彼女（著：永遠月心悟，JUMP j-BOOKS）